# ميرسلوفيشت
ميرسلوفيشت هي قرية تقع في إقليم ياش في رومانيا وبلغ عدد سكانها 7,037 نسمة في عام 2002م.